# Matea Vrdoljak
Matea Vrdoljak, née le 19 novembre 1985 à Split, en Yougoslavie, est une joueuse croate de basket-ball. Elle évolue au poste d'arrière.

## Biographie
Blessée en octobre 2014 au début de la saison d'Arras, elle est remplacée sa compatriote Emanuela Salopek. Elle fait son retour avec les Castors Braine, club où elle s’engage durant l'inter-saison.
Après démarré la saison 2016-2017 au ZKK Split, elle rejoint le 14 novembre 2016, l'Angers comme joker médical de Marie Mané.
Aprèsu en saison 2017-2018 à Calais en Ligue 2 (8,9 points et 3,9 rebonds), elle s'engage à la SIG, reléguée en Nationale 1.